# Haus Weltmann
Das Haus Weltmann befindet sich in Bremen, Stadtteil Oberneuland, Rockwinkeler Heerstraße 119. 
Die Villa entstand 1913 nach Plänen von Hans Haering. Sie steht seit 2003 unter Bremer Denkmalschutz.

## Geschichte
1913 entstand als Bauwerk der Jahrhundertwende im Reformstil das zweigeschossige, verputzte, weiße Haus mit Walmdach für Konsul Carl Weltmann. Von 1920 bis 1922 erfolgte der Umbau zu einem Zweifamilienhaus. Der rückwärtige Anbau wurde dabei aufgestockt nach Entwürfen aus der Baufirma H. Nordmann für F.W. Siebold und das Hühnerhaus errichtet. Die Garage mit vier Stellplätzen stammt von 1948 nach Plänen von Heinz-Georg Rehberg für die die Firma Walter Bühner.
Heute (2018) steht das bis 2004 umgebaute Wohnhaus in einem parkähnlichen Garten mit einem rückwärtigen störenden Anbau und zu großen Erkern und ist Teil der Casa Vita Oberneuland Zentrale für private Fürsorge, die auf dem Areal 33 Seniorenwohnungen verwaltet. 